# Poet Amanda Lear
Poet Amanda Lear (właśc. Поет Аманда Лир) to kompilacja francuskiej piosenkarki Amandy Lear, wydana w 1981 roku.

## Ogólne informacje
Album został wydany przez ryski zakład płyt gramofonowych na mocy oficjalnej licencji pomiędzy wytwórniami Miełodija i Ariola Records. Jest to kompilacja piosenek z albumów Never Trust a Pretty Face, Sweet Revenge i I Am a Photograph. Tytuł płyty w języku polskim oznacza Amanda Lear śpiewa.

## Lista utworów
Strona A:
1. „Реклама Вокруг Нас" ("Fashion Pack")
2. „Забудь Это" ("Forget It")
3. „Голубое Танго" ("Blue Tango")
4. „Голливудский Кадр" ("Hollywood Flashback")
5. „Комиксы" ("Comics")
6. „Никогда Не Доверяй Красивому Лицу" ("Never Trust a Pretty Face")

Strona B:
1. "Сфинкс" ("The Sphinx")
2. "Черные Ямы" ("Black Holes")
3. "Интеллектуально" ("Intellectually")
4. "Зеркаио" ("Miroir")
5. "Мечтатель" ("Dreamer (South Pacific)")